# IV Liceum Ogólnokształcące w Legnicy
IV Liceum Ogólnokształcące z ukraińskim językiem nauczania w Legnicy lub Zespół Szkół Ogólnokształcących nr 4 w Legnicy im. Bohdana Ihora Antonycza – placówka oświatowa założona w 1957, początkowo z siedzibą w Złotoryi. W 1960 szkołę przeniesiono do Legnicy. Od 1993 szkoła mieści się przy ul. Tarasa Szewczenki (nazwa ulicy zmieniona w 2009; wcześniej była to ul. Pancerna). Budynek ten do 1991 był w posiadaniu Północnej Grupy Wojsk Armii Radzieckiej, a do 1945 był siedzibą prywatnego niemieckiego gimnazjum.
IV LO w Legnicy z ukraińskim językiem nauczania jest najstarszą polską szkołą średnią o tym profilu nauczania od 1945.
Absolwenci:
- Roman Drozd
- Piotr Tyma
- Włodzimierz Mokry
- Stefania Łajkosz
- Marek Syrnyk
- Mirosław Czech
- Igor Hałagida
- Włodzimierz Juszczak
- Igor Herbut
- Bogdan Huk
- Jarosław Syrnyk